# Бурдейный, Руслан Владимирович
Руслан Владимирович Бурдейный (29 июля 1980) — украинский футболист, нападающий.

## Игровая карьера
Воспитанник киевского «Динамо». C 1998 по 2000 год играл в любительских коллективах Киевской области. В феврале 2000 года в составе команды «Орион» (Киев) становился победителем Мемориала Кирсанова. После этого успеха был приглашён в Белую Церковь, где стал игроком команды второй лиги «Ригонда». Через год перебрался в «Николаев», выступавший в первом дивизионе.
В 2003 году переехал в Казахстан, где сыграл три матча в высшем дивизионе в составе «Тараза». Зимой 2004 года проходил просмотры в командах чемпионата Белоруссии «Шахтёр» (Солигорск) и ФК «Гомель». Со второй командой заключил контракт, но в высшем дивизионе Белоруссии за «Гомель» сыграл всего 2 матча.
После возвращения на Украину играл лишь в командах второго дивизиона.